# Harrison, Michigan
Harrison är administrativ huvudort i Clare County i Michigan. Orten har fått sitt namn efter William Henry Harrison. Enligt 2010 års folkräkning hade Harrison 2 114 invånare.